# Братство слободног духа
Браћа слободног духа је назив за антиномистички лаички хришћански покрет који је постојао у северној Европи у 13. и 14. веку. Корени му сежу у 1200. годину, међу париске интелектуалце. Припадници покрета пропагирали су пантеизам, нативизам, одбацивање ауторитета, независност жена с увек присутним ускликом: Хлеба, за име Божје!
Због свог антиномистичког и индивидуалистичког карктера врло брзо је дошао у сукоб с Римокатоличком црквом. Папа Клемент V га је због тога прогласио јеретичким на Бечком сабору 1311—12. године. Упркос томе, покрет се наставио ширити, чему је погодовала криза западног хришћанства изазвана појавом катара и крсташким ратом против њих, авињонским папством, ликвидацијом темплара и епидемијом Црне смрти која је довела у питање многе дотадашње хришћанске догме. С временом је, упркос прогону, добио разне облике који су послужили као инспирација разним каснијим покретима попут таборита у Чешкој у 15. веку или копача у револуционарној Енглеској 17. века.